# Slovénie au Concours Eurovision de la chanson 2014
La Slovénie a annoncé en 2013 sa participation au Concours Eurovision de la chanson 2014 à Copenhague, au Danemark.
Tinkara Kovač, représentant la Slovénie au Concours Eurovision de la chanson, est annoncée le 8 mars 2014, à la suite de sa victoire lors de la finale nationale EMA.
Sa chanson est Round and round.

## Processus de sélection: EMA
| Finale – 8 mars 2014 | Finale – 8 mars 2014         | Finale – 8 mars 2014              | Finale – 8 mars 2014                                                                              | Finale – 8 mars 2014 | Finale – 8 mars 2014 |
| Ordre                | Artiste                      | Song (English Translation)        | Music (m) / Lyrics (l)                                                                            | Result               |                      |
| -------------------- | ---------------------------- | --------------------------------- | ------------------------------------------------------------------------------------------------- | -------------------- | -------------------- |
| 1                    | Omar Naber                   | "I Won't Give Up"                 | Omar Naber (m&l)                                                                                  | Eliminated           |                      |
| 2                    | Nermin Puškar & Samuel Lucas | "Masquerade"                      | Krešimir Tomec (m), Igor Leonardi (m&l), Nermin Puškar (m&l), Lejla Delalić (l), Donna Osterc (l) | Eliminated           |                      |
| 3                    | Bilbi                        | "To ni blues" (This is not blues) | Maja Pihler Stermecki (m&l), Gregor Stermecki (m&l)                                               | Eliminated           |                      |
| 4                    | NUDE                         | "It's Gonna Be OK!"               | Gaber Marolt (m&l)                                                                                | Eliminated           |                      |
| 5                    | Rudi Bučar feat. Elevators   | "Tja" (There)                     | Rudi Bučar (m&l)                                                                                  | Eliminated           |                      |
| 6                    | Tinkara Kovač                | "Spet/Round and Round" (Again)    | Raay (m), Tinkara Kovač (l), Hannah Mancini (l), Tina Piš (l)                                     | Superfinal           |                      |
| 7                    | Muff                         | "Let Me Be (Myself)"              | Tadej Košir (l), Anže Kacafura (m), Miha Gorše (l), Senidah Hajdarpašić (l)                       | Superfinal           |                      |

### Super finale
| Superfinal – 8 mars 2014 | Superfinal – 8 mars 2014       | Superfinal – 8 mars 2014                                                    | Superfinal – 8 mars 2014 | Superfinal – 8 mars 2014 |
| Artiste                  | Chanson (English translation)  | Music (m) / Lyrics (l)                                                      | Televote                 | Résultat                 |
| ------------------------ | ------------------------------ | --------------------------------------------------------------------------- | ------------------------ | ------------------------ |
| Tinkara Kovač            | "Spet/Round and Round" (Again) | Raay (m), Tinkara Kovač (l), Hannah Mancini (l), Tina Piš (l)               | 7,932                    | Winner                   |
| Muff                     | "Let Me Be (Myself)"           | Tadej Košir (l), Anže Kacafura (m), Miha Gorše (l), Senidah Hajdarpašić (l) | 3,450                    | Runner-up                |

## À l'Eurovision
La Slovénie participa à la deuxième demi-finale, le 8 mai 2014 et se qualifia pour la finale du 10 mai en atteignant la 10e place, avec 52 points.
Lors de la finale, le pays termina à la 25e place (avant-dernier), avec 9 points.